# Roger d'Andria
Pour les articles homonymes, voir Andria (homonymie).
Roger d'Andria (en italien : Rugg(i)ero d'Andria) est un baron italo-normand du royaume de Sicile, prétendant au trône en 1189 et compétiteur malheureux de Tancrède de Lecce.

## Biographie
Né vers le milieu du XIIe siècle, les origines de Roger d'Andria sont obscures. Il prétend en effet être un arrière-petit-fils de Drogon de Hauteville († 1051), 2e comte normand d'Apulie. C'est douteux. Ce qui est plus probable c'est que Roger fait partie de la haute aristocratie du royaume et qu'il semble avoir une certaine influence et des soutiens, notamment en Apulie. D'abord comte d'Andria (1168), Roger devient grand justicier, grand connétable d'Apulie et de la Terre de Labour, et grand chambellan du royaume sous le règne du roi Guillaume II de Sicile (1166-1189). En 1177, avec l'archevêque Romuald de Salerne, il représente le jeune roi à Venise lors d'un traité signé avec le Saint-Empire romain germanique de Frédéric Barberousse.
En 1189, à la mort prématurée et sans postérité du roi Guillaume II, Roger d'Andria se déclare prétendant au trône de Sicile, revendiquant ses liens de parenté avec la Maison de Hauteville. Il s'oppose alors à Tancrède de Lecce, petit-fils du grand roi Roger II de Sicile qui réussit à monter sur le trône, vraisemblablement en janvier 1190, soutenu notamment par l'influent Matthieu d'Ajello. Cependant, le nouveau roi est aussitôt contesté par un certain nombre de barons, notamment ceux d'Apulie, de la Terre de Labour, et des principats de Salerne et de Capoue, et Roger d'Andria devient rapidement le chef des mécontents. Il est soutenu notamment par Roger de Mandra, comte de Molise, Renaud, comte des Abruzzes, Tancrède de Saye, comte de Gravina, Roger Sanseverino, comte de Tricarico, et Richard d'Aquila, comte de Fondi. Fort de ses soutiens, Roger d'Andria commence les hostilités et étend la révolte.
Au printemps 1190, une armée envoyée par l'Empire germanique, qui revendique également le royaume de Sicile, arrive dans les Abruzzes : commandée par le maréchal Heinrich von Kalden (de), l'armée allemande fait sa jonction avec Roger d'Andria et envahit l'Apulie. Mais en septembre de la même année, Heinrich von Kalden doit se retirer du sud de l'Italie pour des raisons inconnues. Au même moment, Philippe Auguste, roi de France, et Richard Cœur-de-Lion, roi d'Angleterre, en route pour la Terre sainte, arrivent en Sicile. Avec le retrait des troupes germaniques, le comte d'Andria voit ses forces affaiblies face aux troupes de Tancrède de Lecce, dirigées par Richard d'Acerra : il s'enfuit dans la région de Foggia, puis part s'enfermer dans Ascoli.

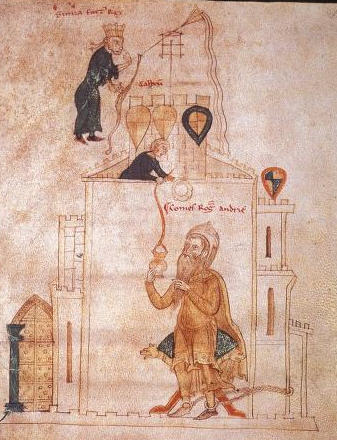
Le roi Tancrède de Sicile ordonne l'emprisonnement de Roger d'Andria (image d'illustration du Liber ad honorem Augusti de Pierre d'Éboli).

Vaincu, il tombe dans un guet-apens et est capturé par Richard d'Acerra. Livré au roi Tancrède, Roger d'Andria est exécuté fin 1190. Son fils Robert décide de poursuivre la lutte et part s'enfermer dans la forteresse de Sant'Agata où il résiste trois ans au roi Tancrède qui finira par l'assiéger : la forteresse de Sant'Agata finit par tomber en 1193 et Robert sera capturé.
Le poète Pierre d'Éboli, très hostile à Tancrède de Lecce, se lamente dans l'un de ses poèmes de la mort de Roger d'Andria :
Heu ! Ubi tanta iacet maturi forma gigantis !

## Sources primaires
- Pierre d'Éboli, Liber ad honorem Augusti sive de rebus Siculis
- Richard de San Germano, Ryccardi di Sancto Germano Notarii Chronicon/Chronica Regni Siciliae
- Annales Casinenses (traduction anglaise de G. A. Loud).